# Hrovat
Hrovat je 38. najbolj pogost priimek v Sloveniji, katerega so ga po podatkih Statističnega urada Republike Slovenije na dan 1. januarja 2024 uporabljalo 1915 oseb in na dan 31. decembra 2010 1993 osebe. Priimek je najpogostejši v Osrednjeslovenski statistični regiji, kjer prebiva 715 prebivalcev s tem priimkom, z 19. mestom pa je najpogostejši v Jugovzhodni Sloveniji.

## Znani nosilci priimka
- Alojzij Hrovat (1885—1971), gradbeni inženir, univerzitetni profesor
- Bogdan Hrovat - Miha (1923—1948), partizan, vosovec
- Dušan Hrovat (1919—1992), dr.
- Florentin Hrovat (1847—1894), frančiškan in pisatelj
- Gregor Hrovat (* 1994), košarkar
- Ivan-Žan Hrovat (1915—1970), narodni heroj
- Ivan Hrovat (1906—1946?), slovenski duhovnik
- Jakob Hrovat (1888—1976), industrialec
- Janez Hrovat, slikar in zlatar
- Janez Hrovat (* 1965), športnik, turistični delavec, župan
- Janko Hrovat, športni delavec (gimnastika)
- Jasna Hrovat (* 1950), klasična filologinja, bibliotekarka, prevajalka
- Jože Hrovat (1955—2020), igralec, režiser
- Jože Hrovat (* 1973), filozof, publicist
- Karel (Dragotin) Hrovat, kipar
- Ladislav Hrovat (1825—1902), klasični filolog, jezikoslovec in šolnik
- Maja Horvat, zborovodkinja
- Matej Hrovat (* 1974), inženir računalništva in skladatelj
- Matic Hrovat, kostumograf
- Meta Hrovat (* 1998), alpska smučarka
- Milan Hrovat, slikar, rezbar in pozaltar
- Milan Hrovat (* 1936), kemijski tehnolog, inovator
- Robert Hrovat (* 1971), politik
- Stojan Hrovat (1921—1998), inž.
- Tjaša Hrovat (* 1987), igralka
- Tone Hrovat (1886—?), zdravnik kirurg
- Tone Hrovat (* 1958), agronom, šolnik in politik
- Uroš Hrovat (* 1971), ilustrator, risar in avtor slikanic
- Urška Hrovat (* 1974), alpska smučarka
- Vladimir Hrovat (* 1947), skladatelj, violinist in ustni harmonikar